# 圣马丁 (奥地利)
圣马丁（德語：St. Martin）是奥地利下奥地利州格明德县的一个市镇。总面积49.34平方公里，总人口1156人，人口密度23.4人/平方公里（2005年）。